# Renata Przemyk
Renata Janina Przemyk, née le 10 février 1966 à Bielsko-Biała, est une chanteuse et auteure-compositrice polonaise.

## Discographie

### Albums studios
| Ya hozna | - Date de sortie : 1989 - Label : Pronit - Formats : CD, CS, LP, DL                  | —  |                |             |
| Mało zdolna szansonistka                                                                                          | - Date de sortie : 1992 - Label : MJM Music - Formats : CD, CS, LP                   | —  |                |             |
| Tylko kobieta | - Date de sortie : 1994 - Label : MJM Music - Formats : CD, CS                       | —  |                |             |
| Andergrant | - Date de sortie : 1er novembre 1996 - Label : Sony BMG Poland - Formats : CD, CS    | —  |                |             |
| Hormon | - Date de sortie : 16 février 1999 - Label : Sony BMG Poland - Formats : CD, CS      | —  |                |             |
| Blizna | - Date de sortie : 21 mai 2001 - Label : Sony Music Poland - Formats : CD, CS        | 23 |                |             |
| Unikat | - Date de sortie : 27 mars 2006 - Label : Sony BMG Poland - Formats : CD             | 12 |                |             |
| Odjazd | - Date de sortie : 16 novembre 2009 - Label : QL Music - Formats : CD                | 19 | - POL: 15,000+ | - POL: Gold |
| Rzeźba dnia | - Date de sortie : 30 septembre 2014 - Label : Universal Music Poland - Formats : CD | 22 |                |             |
| Boogie Street | - Date de sortie : 2017 - Label : Agora - Formats : CD                               | 24 |                |             |
| "—" indique que l'enregistrement n'est pas apparu dans les classements où qui n'est pas sorti dans ce territoire. |                                                                                      |    |                |             |

### Compilation
| The best of Renata Przemyk                                                                                            | - Date de sortie : 14 avril 2003 - Label : Sony BMG Poland - Formats : CD, CS | 17 |
| Renata Przemyk Akustik Trio                                                                                           | - Date de sortie : 21 septembre 2012 - Label : Impress-Art - Formats : CD, DL | 26 |
| "—" indique que l'enregistrement n'est pas apparu dans les classements où qui n'est pas sorti dans ce territoire. \|} |                                                                               |    |

### Albums en collaboration
| Panienki z temperamentem avec Kayah                                                                                   | - Date de sortie : 25 octobre 2010 - Label : QM Music - Formats : CD, DL | 10 |
| Dobra Nowina (Good Message) avec Megitza                                                                              | - Date de sortie : 22 décembre 2012 - Label : Megitza - Formats : CD, DL | —  |
| "—" indique que l'enregistrement n'est pas apparu dans les classements où qui n'est pas sorti dans ce territoire. \|} |                                                                          |    |

### Albumslive
| Titre                   | Détails                                                                         |
| ----------------------- | ------------------------------------------------------------------------------- |
| Renata Przemyk w Trójce | - Date de sortie : 23 septembre 2013 - Label : Polskie Radio - Formats : CD, DL |

### Soundtracks
| Titre     | Détails                                                                    |
| --------- | -------------------------------------------------------------------------- |
| Balladyna | - Date de sortie : 24 juin 2002 - Label : Sony Music Poland - Formats : CD |